# Schiefling im Lavanttal
Schiefling im Lavanttal ist ein Dorf und eine Katastralgemeinde in der Stadtgemeinde Bad St. Leonhard im Lavanttal im Bezirk Wolfsberg, Kärnten, Österreich. Mit 272 Einwohnern und einer Fläche von 1,53 km² ist sie flächenmäßig die kleinste Katastralgemeinde Bad St. Leonhards. 

## Geographie
Schiefling befindet sich links der Lavant, die dem Ort auch dem Beinamen gibt, auf einem kleinen Berg, umgeben von anderen Katastralgemeinden Bad St. Leonhards. Es grenzt an keinen Punkt an eine der Nachbargemeinden.

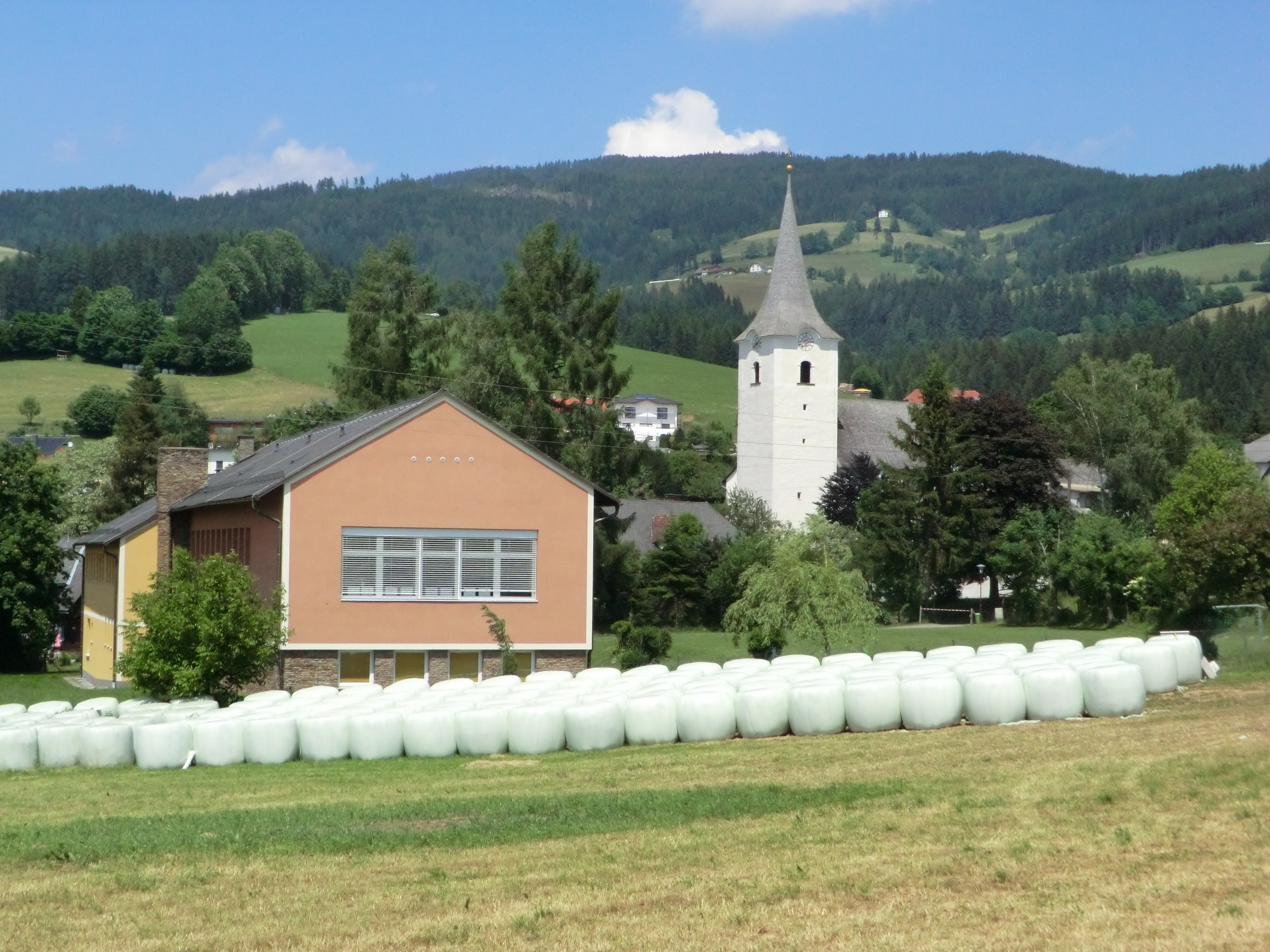
Ansicht Volksschule und Pfarrkirche

## Geschichte
Der Ort Schiefling wurde im Jahre 1234 erstmals urkundlich erwähnt, die Pfarrkirche St. Aegid hingegen erst 1417, wobei das Jahr der Gründung der Pfarre unbekannt ist. Um 1780 richtete der Krämer Michael Prasser eine Privatschule ein. 1815 wurde im Messnerhaus die erste öffentliche Volksschule untergebracht, die bis 1877 einklassig geführt wurde. Die Kirche wurde ursprünglich als gotisches Bauwerk errichtet, und in der Mitte des 18. Jahrhunderts im barocken Stil umgebaut. Das Gewölbe innen wurde nachträglich hineingebaut, es sind im Dachboden der Kirche noch Fresken an der Mauer oberhalb des Gewölbebogens erkennbar. Bis zum Ende des Jahres 1972 war Schiefling eine eigenständige Gemeinde. Mit der jüngsten Gemeindereform am 1. Jänner 1973 wurde es zusammen mit Kliening und einem Teil von Gräbern-Prebl in der Gemeinde Bad St. Leonhard eingemeindet.

## Kultur und Sehenswürdigkeiten

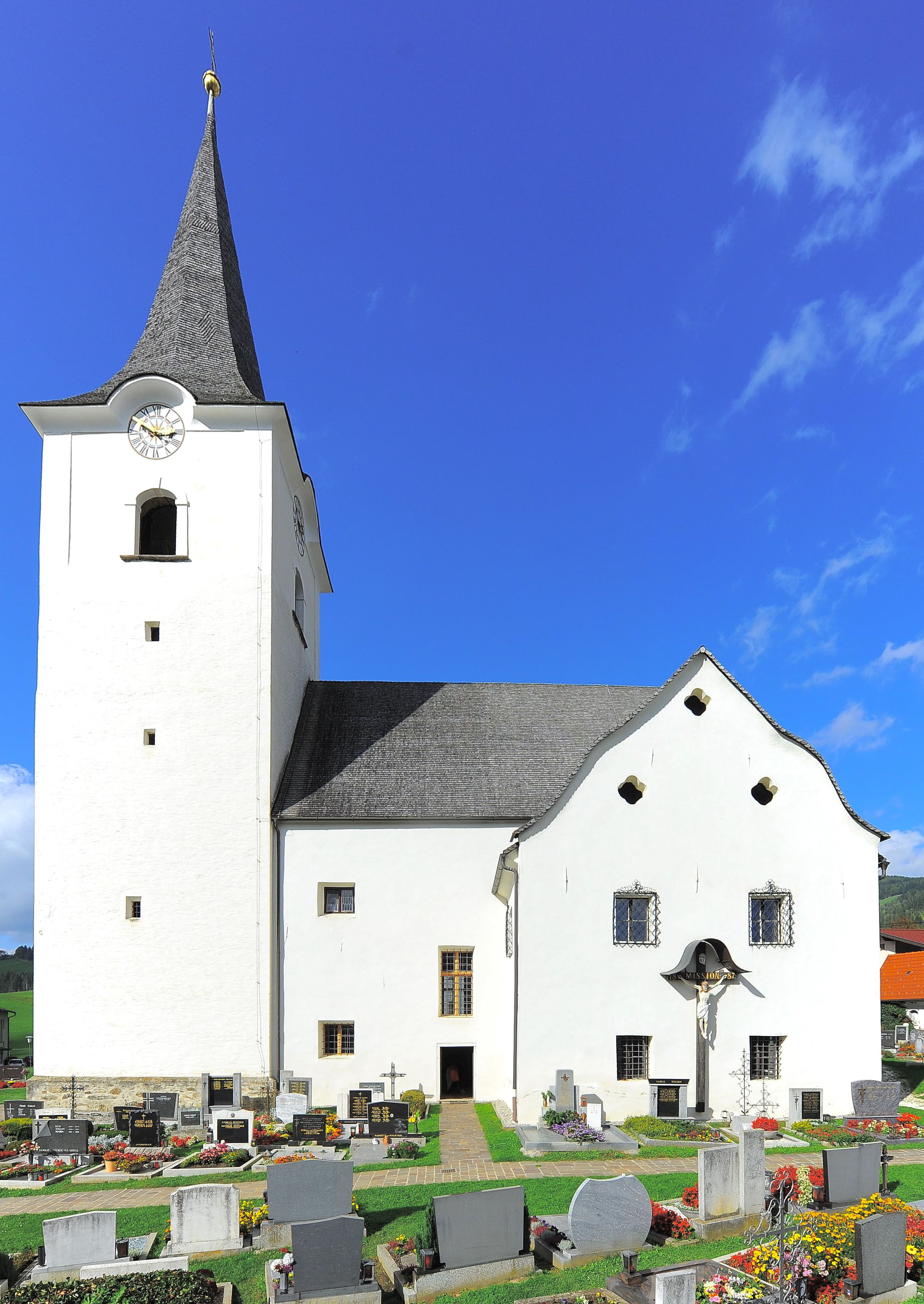
Pfarrkirche Schiefling im Lavanttal

- Katholische Pfarrkirche Schiefling im Lavanttal hl. Ägidius